# FC Empoli
Der FC Empoli (offiziell: Empoli Football Club S.p.A., kurz Empoli F.C.) ist ein italienischer Fußballverein aus der toskanischen Stadt Empoli.
Die traditionelle Vereinsfarbe ist azurblau. Der Verein trägt seine Heimspiele im rund 16.000 Zuschauer fassenden Stadio Carlo Castellani aus.

## Geschichte
Im August 1920 wurde der FC Empoli und die Fußballabteilung des US Empolese gegründet, nach dem Turnier von San Miniato, bei dem die Vereine noch gegeneinander angetreten waren, schlossen sich die beiden Fußballklubs zu einem zusammen, und übernahmen in der Folge den Namen des Empoli Football Club. In der Saison 1921 nahm der Verein erstmals an einer Meisterschaft teil, aus finanziellen Gründen jedoch nicht, wie ursprünglich geplant, in der höchsten toskanischen Meisterschaft, sondern nur in der dritthöchsten. Der Klub blieb in der Folge ein Provinzverein, der an der dritt- und zweithöchsten Meisterschaft der Toskana teilnahm.
Im September 1931 benannte sich der Verein in Associazione Sportiva Fascista Empoli um, fünf Jahre später folgte eine erneute Umbenennung in Dopolavoro Empoli, mittlerweile in der höchsten regionalen Liga. In der Saison 1937/38 bestritt Dopolavoro Empoli seine erste Saison, als Profimannschaft in der Serie C. Im August 1938 wurde der Name ein weiteres Mal in Dopolavoro Interaziendale Italo Gambaccioni Sezione Calcio abgeändert.
Nur drei Jahre später, im September 1941, wurde der Verein abermals umbenannt, diesmal in AC Empoli, weitere drei Jahre später erhielt der Klub im November seinen endgültigen Namen FC Empoli – nachdem noch im Oktober zuvor allerdings der Name Gruppo Sportivo Azelio Landi als neuer Name im Gespräch war.
1945/46 stieg der FC Empoli erstmals in die Serie B auf, fünf Jahre später jedoch wieder ab. Weitere fünf Jahre später, in der Saison 1955/56, folgte gar der Abstieg in die Serie D (die damals noch Serie IV hieß). Es dauerte sechs Spielzeiten, ehe der FC Empoli wieder in die Serie C zurückkehren konnte.
1982/83 steigt der Verein zum zweiten Mal in der Vereinsgeschichte in die Serie B auf. Nur drei Jahre später feierte man den erstmaligen Aufstieg in die Serie A. Dort konnte man seine Position allerdings nur zwei Jahre halten und wird von der Serie A in der Folge bis in die Serie C1 durchgereicht.
1995/96 bezwang Empoli im Play-off der Serie C1 Monza und Como jeweils zweimal mit 1:0 kehrte in die Serie B zurück. In dieser Saison gelang auch prompt der direkte Aufstieg in die Serie A.
In den letzten Jahren wurde Empoli zu einer klassischen Fahrstuhlmannschaft, die beständig zwischen den höchsten beiden italienischen Ligen pendelt. In der Saison 2004/05 schaffte der FC Empoli den Wiederaufstieg in die höchste italienische Spielklasse. Am Ende wurde der Klassenerhalt in der Serie A mit Tabellenplatz elf klar erreicht. Infolge des Urteils des Manipulationsskandals reichte es sogar für den achten Tabellenplatz. 2006/07 errang der Klub dann einen hervorragenden siebten Tabellenplatz und qualifizierte sich direkt für den UEFA-Pokal. Dort unterlag die Mannschaft allerdings bereits in der ersten Runde dem FC Zürich und musste im selben Jahr als Achtzehnter der Tabelle in die Serie B absteigen. Dort errang Empoli 2008/09 den fünften Platz und scheiterte in den Play-off an Brescia Calcio. Erst in der Saison 2013/14 gelang die erneute Rückkehr in die Serie A, wo sich der FC Empoli in der darauffolgenden Spielzeit behaupten konnte.

## Daten und Fakten

### Aktueller Kader der Saison 2024/25
Stand: 28. Mai 2025
| Nr. |                | Position | Name               |
| --- | -------------- | -------- | ------------------ |
| 1   | Italien        | TW       | Marco Silvestri    |
| 2   | Georgien       | AB       | Saba Goglitschidse |
| 3   | Italien        | AB       | Giuseppe Pezzella  |
| 5   | Italien        | AB       | Alberto Grassi     |
| 6   | Schottland     | MF       | Liam Henderson     |
| 7   | Frankreich     | AB       | Junior Sambia      |
| 8   | England        | MF       | Faustino Anjorin   |
| 9   | Italien        | ST       | Pietro Pellegri    |
| 10  | Italien        | ST       | Jacopo Fazzini     |
| 11  | Ghana          | ST       | Emmanuel Gyasi     |
| 12  | Italien        | TW       | Jacopo Seghetti    |
| 13  | Neuseeland     | AB       | Liberato Cacace    |
| 15  | Georgien       | AB       | Saba Sasonow       |
| 17  | Norwegen       | ST       | Ola Solbakken      |
| 18  | Elfenbeinküste | ST       | Christian Kouamé   |
| 20  | Ukraine        | MF       | Viktor Kovalenko   |

| Nr. |           | Position | Name                |
| --- | --------- | -------- | ------------------- |
| 21  | Italien   | AB       | Mattia Viti         |
| 22  | Italien   | AB       | Mattia De Sciglio   |
| 23  | Kolumbien | TW       | Devis Vásquez       |
| 24  | Nigeria   | AB       | Tyronne Ebuehi      |
| 27  | Polen     | MF       | Szymon Żurkowski    |
| 29  | Italien   | ST       | Lorenzo Colombo     |
| 31  | Italien   | AB       | Lorenzo Tosto       |
| 32  | Schweiz   | MF       | Nicolas Haas        |
| 34  | Albanien  | AB       | Ardian Ismajli      |
| 35  | Italien   | AB       | Luca Marianucci     |
| 36  | Italien   | MF       | Jacopo Bacci        |
| 90  | Italien   | ST       | Ismael Konaté       |
| 93  | Marokko   | MF       | Youssef Maleh       |
| 98  | Italien   | TW       | Federico Brancolini |
| 99  | Italien   | ST       | Sebastiano Esposito |

### Ehemalige Spieler
- Ignazio Abate
- Afriyie Acquah
- Daniele Adani
- Sergio Bernardo Almirón
- Luca Antonini
- Ismaël Bennacer
- Federico Barba
- Mario Bertini
- Alessandro Birindelli
- Pierpaolo Bisoli
- Marco Borriello
- Mark Bresciano
- Luca Bucci
- Marcel Büchel
- Nicola Caccia
- Andrea Cambiaso
- Ciro Capuano
- Francesco Caputo
- Carlo Castellani
- Bruno Chizzo
- Andrea Coda
- Davide Corti
- Emílson Sánchez Cribari
- Daniele Croce
- Andrea Cupi
- Dario Dainelli
- Zlatko Dedič
- Éder
- Johnny Ekström
- Francesco Flachi
- Davide Frattesi
- Carlo Furlanis
- Carmine Gautieri
- Sebastian Giovinco
- Vincenzo Grella
- Nikola Gulan
- Jasmin Handanović
- Elseid Hysaj
- Arnel Jakupovic
- Rade Krunić
- Sam Lammers
- Giovanni Di Lorenzo
- Massimo Maccarone
- Marco Marchionni
- Claudio Marchisio
- Giovanni Martusciello
- Vincenzo Montella
- Stefano Morrone
- Arturo Di Napoli
- Antonio Di Natale
- M’Baye Niang
- Dimitri Oberlin
- Vincenzo Palumbo
- Marko Pjaca
- Nicola Pozzi
- Manuel Pucciarelli
- Andrea Raggi
- Jacob Rasmussen
- Christian Riganò
- Tommaso Rocchi
- Daniele Rugani
- Mário Rui
- Gaetano Salvemini
- Riccardo Saponara
- Roberto Soriano
- Leonardo Spinazzola
- Francesco Tavano
- Lauro Toneatto
- Lorenzo Tonelli
- Luca Toni
- Junior Traorè
- Salih Uçan
- Joel Untersee
- Mirko Valdifiori
- Jorge Francisco Vargas
- Beniamino Vignola
- Marcelo Zalayeta
- Paolo Zanetti
- Piotr Zieliński

### Ehemalige Trainer
- Antonio Vojak (1937–39)
- Enrico Colombari (1939–40)
- Sergio Cervato (1968–70)
- Sergio Castelletti (1971–72)
- Renzo Ulivieri (1972–76)
- Bruno Giorgi (1976–77)
- Vincenzo Guerini (1983–85)
- Luigi Simoni (1988–89)
- Vincenzo Montefusco (1989–91)
- Francesco Guidolin (1991–92)
- Adriano Lombardi (1993–94)
- Luciano Spalletti (1995–98)
- Luigi Delneri (1998)
- Mauro Sandreani (1998–99)
- Corrado Orrico (1998–99)
- Elio Gustinetti (1999–00)
- Silvio Baldini (1999–03)
- Mario Somma (2004–06)
- Luigi Cagni (2006–07)
- Alberto Malesani (2007–08)
- Luigi Cagni (2008)
- Silvio Baldini (2008–09)
- Salvatore Campilongo (2009–10)
- Alfredo Aglietti (2010–11)
- Giuseppe Pillon (2011)
- Guido Carboni (2011–12)
- Alfredo Aglietti (2012)
- Maurizio Sarri (2012–15)
- Marco Giampaolo (2015–16)
- Giovanni Martusciello (2016–17)
- Vincenzo Vivarini (2017)
- Aurelio Andreazzoli (2017–18)
- Giuseppe Iachini (2018–19)
- Aurelio Andreazzoli (2019)
- Cristian Bucchi (2019)
- Roberto Muzzi (2019–20)
- Pasquale Marino (2020)
- Alessio Dionisi (2020–21)
- Aurelio Andreazzoli (2021–22)
- Paolo Zanetti (2022–23)
- Aurelio Andreazzoli (2023–24)
- Davide Nicola (2024)

### Ligazugehörigkeit
| Liga    | Jahre | Zuletzt | Aufstieg                                                            | Abstieg                                                             |
| ------- | ----- | ------- | ------------------------------------------------------------------- | ------------------------------------------------------------------- |
| Serie A | 17    | 2024/25 | -                                                                   | ▼ 6 (1987/88, 1998/99, 2003/04, 2007/08, 2016/17, 2018/19, 2024/25) |
| Serie B | 23    | 2025/26 | ▲ 7 (1985/86, 1996/97, 2001/02, 2004/05, 2013/14, 2017/18, 2020/21) | ▼ 2 (1949/50, 1988/89)                                              |
| Serie C | 47    | 1995/96 | ▲ 3 (1945/46, 1982/83, 1995/96)                                     | ▼ 3 (1935/36, 1956/57, 1961/62)                                     |
| Serie D | 7     | 1962/63 | ▲ 4 (1926/27, 1936/37, 1960/61, 1962/63)                            | -                                                                   |

### Vereinserfolge
Erfolge der Jugendmannschaften:
- Campionato Primavera: 2 (1998/99, 2020/21)
- Coppa Italia Primavera: 1 (1991/92)
- Torneo di Viareggio: 1 (2000)